# Marca sense registrar
Una marca comercial sense registrar (en anglès: unregistered trademark) és una marca comercial (trademark) que no es beneficia de la protecció atorgada per a les marques registrades a través del seu registre.
Tanmateix poden beneficiar-se de la protecció deguda a altres característiques de la llei amb relació a les marques registrades, com la protecció a les marques no registrades al Regne Unit que resulta de la llei de Passing off.
Als Estats Units, no cal ni el registre federal ni el dels estats per a obtenir drets en una marca comercial registrada (registered trademark). Una marca comercial no registrada pot encara rebre drets de marca registrada segons la common law. Per tant, aquests drets, per exemple, es poden estendre a una zona d'influència, normalment delimitada geogràficament. Com a tal, moltes parts de forma simultània poden utilitzar una marca a tot el país o fin i tot un dels estats. Una marca comercial no registrada també pot estar protegida sota la llei federal "Llei Lanham" (15 USC § 1125) de prohibició de la mala representació comercial de la font o l'origen de les mercaderies. Les marques no registrades també són objecte de protecció en els Estats Units d'Amèrica sota la Llei Lanham § 43.